# (8317) Eurysaces
(8317) Eurysaces (4523 P-L) – planetoida z grupy trojańczyków okrążająca Słońce w ciągu 12,09 lat w średniej odległości 5,26 au. Odkryta 24 września 1960 roku.